# Hiromi Jamamotová
Hiromi Jamamotová (japonsky 山本 宏美, Jamamoto Hiromi; * 21. dubna 1970 Širaoi, Japonsko) je bývalá japonská rychlobruslařka.
V reprezentaci debutovala v roce 1988 na mezinárodním závodě v kazašské Alma Atě. O rok později se zúčastnila Mistrovství světa juniorů, kde skončila na 10. místě, přičemž na trati 3000 m dojela jako druhá. Na podzim toho roku se poprvé zúčastnila závodů Světového poháru (SP), v březnu 1990 byla čtvrtá v závodě na 3 km na Asijských zimních hrách. Pravidelně začala na mezinárodní scéně závodit v sezóně 1993/1994, kdy např. dojela druhá na trati 3000 m na mítinku SP v Innsbrucku a získala bronzovou medaili v závodě na 5000 m na Zimních olympijských hrách 1994. Na olympiádě rovněž startovala na distancích 1500 m (15. místo) a 3000 m (7. místo). V následující sezóně Světového poháru se umístila nejlépe na šestém místě v závodě 3 km v Berlíně, po sezóně 1994/1995 ukončila kariéru.
Je vdaná za bývalého japonského hokejistu Takešiho Jamanaka.